# 짐 나이드하트

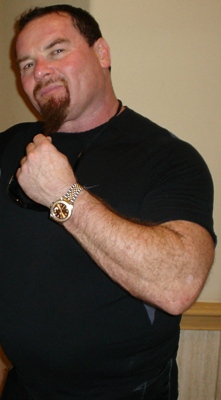
짐 네이드하트

짐 네이드하트(James Neidhart)는 본명은 짐 헨리 네이드하트(James Henry Neidhart, 1956년 2월 8일 ~ 2018년 8월 13일)는 캐나다의 프로레슬링선수다.

## 신체 사항
- 키 180cm
- 몸무게 127kg

## 수상
- Stampede 인터내셔널 태그팀 챔피언 2회 - 허큘리스 아얄라 (1회), 미스터 히토 (1회)
- 미드 사우스 태그팀 챔피언 1회 - 버치 리드
- NWA 서던 헤비웨이트 챔피언 (플로리다 버전) 1회
- NWA 유나이티드 스테이츠 태그팀 챔피언 1회 (플로리다 버전) 1회 - 크러셔 크루셰프
- PWF 헤비웨이트 챔피언 1회
- UWA 헤비웨이트 챔피언 1회
- WWE 월드 태그팀 챔피언 (구 버전) 2회 - 브렛 하트
- MEWF 헤비웨이트 챔피언 1회
- MCW 서던 태그팀 챔피언 1회 - 블루 미니
- TRCW 인터내셔널 헤비웨이트 챔피언 1회
- PWO 태그팀 챔피언 1회 - 그렉 발렌타인

## 같이 보기
- 브렛 하트
- 오언 하트
- 더 하트 다이너스티
- 나탈리아 나이드하트
- 타이슨 키드
- 데이비드 하트 스미스